# Joe Simon (Comicautor)

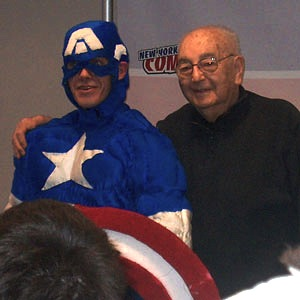
Joe Simon beim New York Comic Con (2006)

Joseph H. „Joe“ Simon (* 11. Oktober 1913 in Rochester, New York; † 14. Dezember 2011 in New York City; Pseudonyme: Gregory Sykes, Jon Henery) war ein amerikanischer Comicautor, -zeichner und -editor. Simon wurde vor allem bekannt als Mitschöpfer der Comicfigur Captain America.

## Leben und Arbeit
Simon wurde 1913 als ältester Sohn einer jüdischen Familie geboren. Seine Jugend verbrachte der Sohn eines Schneiders in Rochester, New York, wo er auch die Benjamin Franklin High School besuchte. 1932 begann er als Künstler für den Syracuse Herald und bald darauf auch für das Syracuse Journal American zu arbeiten. 1933 siedelte Simon nach New York City über, wo er für die Paramount Filmstudios arbeitete. Namentlich überarbeitete (retouchierte) er im Auftrag der Studios Publicitybilder (Bildmaterial für Zeitungen etc.), bevor diese zu Werbezwecken an die Öffentlichkeit gebracht wurden. Für den Verlag McFadden Publications steuerte Simon zur selben Zeit Illustrationen für Zeitschriften wie das Magazin True Story.
In den späten 1930er Jahren begann Simon, sich auf Vermittlung von Harlan Crandall, einem leitenden Redakteur bei McFadeen, der ihm durch seine Fürsprache bei dem Verleger Lloyd Jacquet eine Stellung bei dem Comicverlag Funnies, Inc. verschaffte, als hauptberuflicher Comicautor und -zeichner zu betätigen. Bald darauf übernahm er Aufträge als Stabszeichner beim Fox Feature Syndicate. Zu dieser Zeit lernte Simon den New Yorker Künstler Jack Kirby kennen, mit dem er schließlich eine künstlerische Partnerschaft einging, die bis in die 1960er Jahre währte.
Ihren größten künstlerischen und kommerziellen Erfolg erzielten die beiden 1940 mit der Figur des patriotischen Supersoldaten Captain America. Erstmals stellten sie ihn, einen schwächlichen Kriegsfreiwilligen, der durch ein medizinisches Experiment der US-Armee in einen schier unbezwingbaren Kämpfer für die amerikanischen Werte transformiert wird, in der ersten Ausgabe der gleichnamigen Serie Captain America Comics vor.
Während des Zweiten Weltkrieges wurden die Comics um den in die amerikanischen Nationalfarben gewandten Streiter für die „Werte der freien Welt“ zu einem Verkaufsschlager und die Figur des „Captain“ zu einer Symbolfigur des amerikanischen Behauptungswillens in der Auseinandersetzung mit dem deutschen Nationalsozialismus und dem japanischen Militärfaschismus. Seither ist die Figur in zahlreichen weiteren Comic- und Zeichentrickserien, Kinofilmen und Spielzeugprodukten sowie als Ziermotiv auf zahllosen Gebrauchsgegenständen des Alltags verarbeitet worden und zählt nach wie vor zu den weltweit bekanntesten Figuren des Superhelden-Genres wie auch den bekanntesten Comicfiguren überhaupt.
Captain America wurde dabei bereits vor dem offiziellen Kriegseintritt der USA ein Politikum: Das Titelbild von Captain America Comics #1, das den Titelhelden zeigt wie er dem deutschen Diktator Adolf Hitler einen schwungvollen Kinnhaken ins Gesicht verpasst, und das noch einige Wochen vor dem japanischen Angriff auf Pearl Harbor, der die USA in den Krieg brachte, erschien, wurde sogleich zum Politikum. Nicht nur erhob die deutsche Botschaft in den Vereinigten Staaten Einspruch gegen das Heft und sein Titelbild – das heute als eines der berühmtesten Titelbilder der amerikanischen Comicgeschichte gilt – auch vielen Amerikanern die bestrebt waren, die Vereinigten Staaten um jeden Preis vor einer Verstrickung in den Zweiten Weltkrieg zu bewahren, missfiel das Heft, in dem sie weiteren Zündstoff für einen Konflikt mit dem Ausland sahen. Dementsprechend ging bei dem Verleger der Captain America Comics, dem Verlag Timely Comics (später Marvel Comics), neben begeisterten Leserbriefen auch zahlreiche Kritik- und Schmähbriefe ein.
In den Jahren 1940 bis 1942 schufen die beiden einige weitere leidlich populärer Konzepte bzw. Reihen für den Verlag National Publications (später DC-Comics) wie Newsboy Legion, Boy Commandos und Manhunter. Hinzu kamen der Kriegscomic Fighting American und die Science-Fiction-Klamotte The Fly.
Gemeinsam arbeiten die beiden außerdem an Sandman (1940) und Captain Marvel für Fawcett Comics.
In den späten 1940er und 1950er Jahren verlegten Simon und Kirby sich auf die Produktion von Horrorcomics, Romantikcomics, Humcomics (Young Romance Comics) und Starcomics für Verlage wie Prize Comics. 1953 betrieben die beide mit Mainline Publications kurzzeitig einen eigenen Verlag für den sie den Westernhelden Bullseye und die Superheldenparodie Fighting American entwickelten. 1955 gab Simon seine Karriere in der Comicbranche auf um als hauptberuflicher Werbezeichner zu arbeiten.
Abseits seiner Arbeit als Werbezeichner unternahm Simon weiterhin „Ausflüge“ in die Comicbranche. So arbeitete er kurzzeitig für das Satiremagazin Sick sowie für den Verlag Archie Comics, für den er zwei Hefte der Serie The Double Life of Private Strong und einige Hefte der Serie The Adventures of the Fly gestaltete. 1966 tat er sich erneut mit Kirby zusammen, um für Harvey Comics eine modernisierte Version von Fighting American vorzulegen. Zu einer letzten Zusammenarbeit mit Kirby kam es 1974 als Simon und Kirby gemeinsam ein Heft der Serie Sandman gestalteten.
In den 2000er Jahren war Simon vor allem als Maler und Designer von Marketingprodukten tätig. 2007 trat Simon anlässlich des „Todes“ von Captain America – bzw. der Entscheidung von Marvel Comics, den Charakter bei einem seiner Abenteuer sterben zu lassen – in zahlreichen Fernsehnachrichtensendungen auf, die über dieses „Ereignis“ berichteten.